# عزلة الصوالحة (لحج)

تعديل مصدري - تعديل

عزلة الصوالحة هي إحدى عزل مديرية طور الباحة في محافظة لحج اليمنية ويبلغ تعداد سكانها 2976 نسمة حسب التعداد السكاني في اليمن لعام 2004.

## روابط خارجية
- الجهاز المركزي للإحصاء بالجمهورية اليمنية
- المركز الوطني للمعلومات باليمن
- World Gazetteer:Yemen
- الدليل الشامل